# Олянівка (Самарівський район)
Оля́нівка — село в Україні, у Магдалинівській селищній громаді Самарівського району Дніпропетровської області. Населення за переписом 2001 року становить 32 особи.

## Географія
Село Олянівка знаходиться за 1,5 км від села Трудолюбівка і за 2,5 км від села Мар'ївка.